# Devin Bush Jr.
Pour les articles homonymes, voir Bush.
(en) Statistiques sur pro-football-reference
Devin Bush Jr., né le 18 juillet 1998 à Pembroke Pines en Floride, est un sportif professionnel américain de football américain jouant au poste de linebacker la National Football League (NFL) depuis la saison 2019 et pour la franchise des Browns de Cleveland depuis la saison 2024.
Sélectionné en 10e choix global lors du premier tour de la draft 2019 par la franchise des Steelers de Pittsburgh, il y joue quatre saisons avant de rejoindre en 2023 les Seahawks de Seattle et en 2024 les Browns.
Au niveau universitaire, il a joué pendant trois saisons pour les Wolverines de l'université du Michigan dans la NCAA Division I FBS.

## Biographie

### Jeunesse
Il est le fils de Devin Bush (en), qui a joué comme safety dans la National Football League (NFL) de 1995 à 2002 pour les Falcons d'Atlanta, les Rams de Saint-Louis et les Browns de Cleveland. Bush grandit à Pembroke Pines en Floride, où il fréquente la Charles W. Flanagan High School.

### Carrière universitaire
En décembre 2015, Bush rejette une offre de bourse émanant de l'université d'État de Floride où son père avait joué. À l'automne 2016, il s'engage par contre avec l'université du Michigan pour jouer avec l'équipe de football américain des Wolverines,. En février 2016, son père est engagé au sein du personnel d'entraîneurs comme analyste défensif de son équipe,.
Lors de son année freshman, Bush participe à sept matchs des Wolverines. Il acquit la réputation d'être le joueur de son équipe qui « frappe » le plus durement. En avril 2017, Bush impressionne les observateurs lors du spring game,.

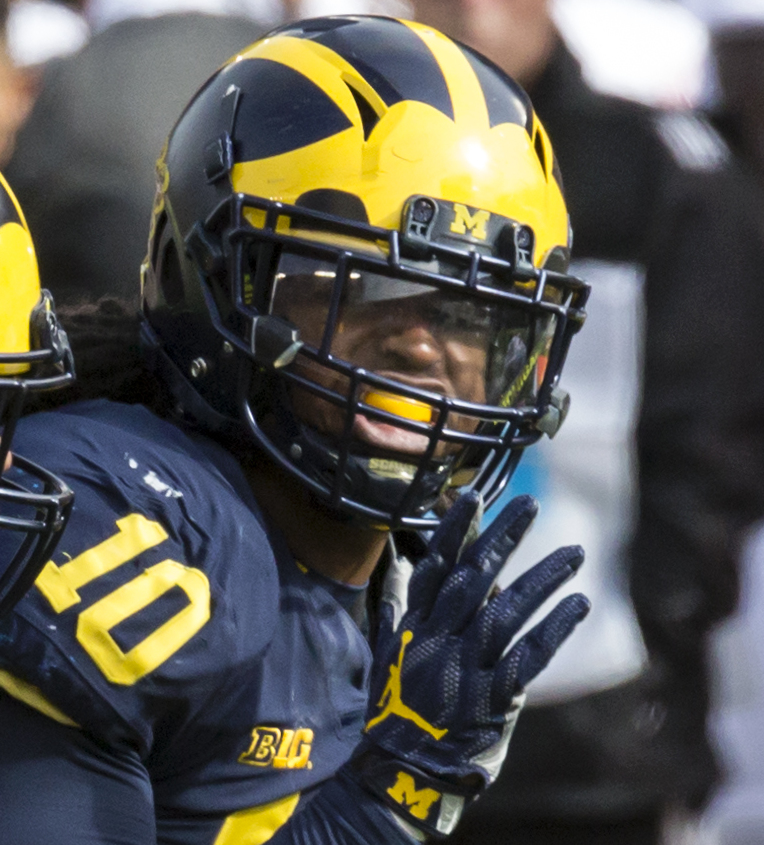
Avec les Wolverines en 2017.

Pour son année sophomore en 2017, il est désigné titulaire au poste de linebacker intérieur de l'équipe,. Dans le premier match de la saison contre les Gators de la Floride, il effectue sept plaquages (meilleur de son équipe), dont trois pour perte de yards adverses et deux sacks. Deux semaines plus tard, le 16 septembre, lors de la victoire de 29 à 13 contre les Falcons de l'Air Force, il réalise un record en carrière de 11 plaquages, dont 7 seul. Au cours des trois premiers matchs de la saison, il mène les statistiques de la Big Ten Conference avec quatre sacks et cinq plaquages pour perte de yards adverses. Après la victoire de 28 à 10 sur les Boilermakers de Purdue le 23 septembre, Nick Baumgardner du Detroit Free Press attribue « 13 jeux d'impact » à Bush. Il le classe meilleur joueur de l'unité défensive des Wolverines et dit de lui qu'il est « plus ou moins, une équipe de démolition composée d'un seul homme »,.
Au terme de la saison 2017, Bush est classé à la septième place de sa conférence avec 95 plaquages, dont 44 en solo. Ses 9,5 plaquages pour perte de yards adverses incluent 5 sacks. Ses performances lui permettent d'être nommé dans la première équipe-type défensive de la conférence Big Ten par les entraîneurs et dans la seconde équipe-type par les médias. Il est également nommé dans la deuxième équipe-type All-America par la Walter Camp Football Foundation (en).
Avant la saison 2018, Bush est désigné capitaine des Wolverines par ses coéquipiers. Bush est également sélectionné dans la première équipe All-America de pré-saison par l'Associated Press. Lors du match d'ouverture contre les Fighting Irish de Notre Dame, après avoir effectué 1,5 sack, il doit quitter le match lors du deuxième quart-temps à la suite de crampes. Le 20 octobre 2018, avant de jouer contre les rivaux des Spartans de Michigan State et après que les joueurs de MSU aient tenté de faire leur rituel d'avant-match, Bush efface le logo des Spartans situé au milieu du terrain. Au cours de la saison 2018, Bush se classe premier plaqueur de son équipe (80) et deuxième de l'équipe au nombre de plaquages pour perte de yards adverses (9,5) et au nombre des sacks (5). Après la saison, la conférence Big Ten lui décerne le trophée du Nagurski – Woodson Defensive Player of the Year (en) (joueur défensif de l'année) ainsi que celui du Butkus–Fitzgerald Linebacker of the Year (en) (linebacker de l'année). Il est nommé dans la première équipe-type défensive de la Big Ten tant par les entraîneurs que par les médias. Il est également désigné à l’unanimité All-American par la NCAA.
Le 19 décembre 2018, Bush annonce qu'il ne jouera pas le Peach Bowl avec Michigan et qu'il renonce à jouer sa saison senior pour se présenter à la draft 2019 de la NFL,.

### Carrière professionnelle

#### Draft
Bush participe au NFL Scouting Combine à Indianapolis et réalise les performances suivantes :
| Taille              | Poids           | Bras           | Main              | Sprint   | Sprint   | Sprint   | Shuttle 20 yards | 3 cones drill | Détente          | Détente             | Développé couché | Test Wonderlic |
| Taille              | Poids           | Bras           | Main              | 40 yards | 10 yards | 20 yards | Shuttle 20 yards | 3 cones drill | verticale        | horizontale         | Développé couché | Test Wonderlic |
| 5 ft 11 in (1,80 m) | 234 lb (106 kg) | 32 in (0,81 m) | 9 in 5⁄8 (0,24 m) | 4,43 s   |          |          | 4,23 s           | 6,93 s        | 40,5 in (1,03 m) | 10 ft 4 in (3,15 m) | 21 reps          |                |

Il est sélectionné en 10e choix global lors du premier tour de la draft 2019 de la NFL par la franchise des Steelers de Pittsburgh. Son père, Devin Bush (en), a également été un choix de premier tour en 1995.
Afin de pouvoir sélectionner Bush, les Steelers ont acquis ce choix de sélection des Broncos de Denver en échangeant leurs sélections de premier (20e choix global) et de deuxième tours de cette draft, et leur sélection de troisième tour de la prochaine draft.

#### Steelers de Pittsburgh

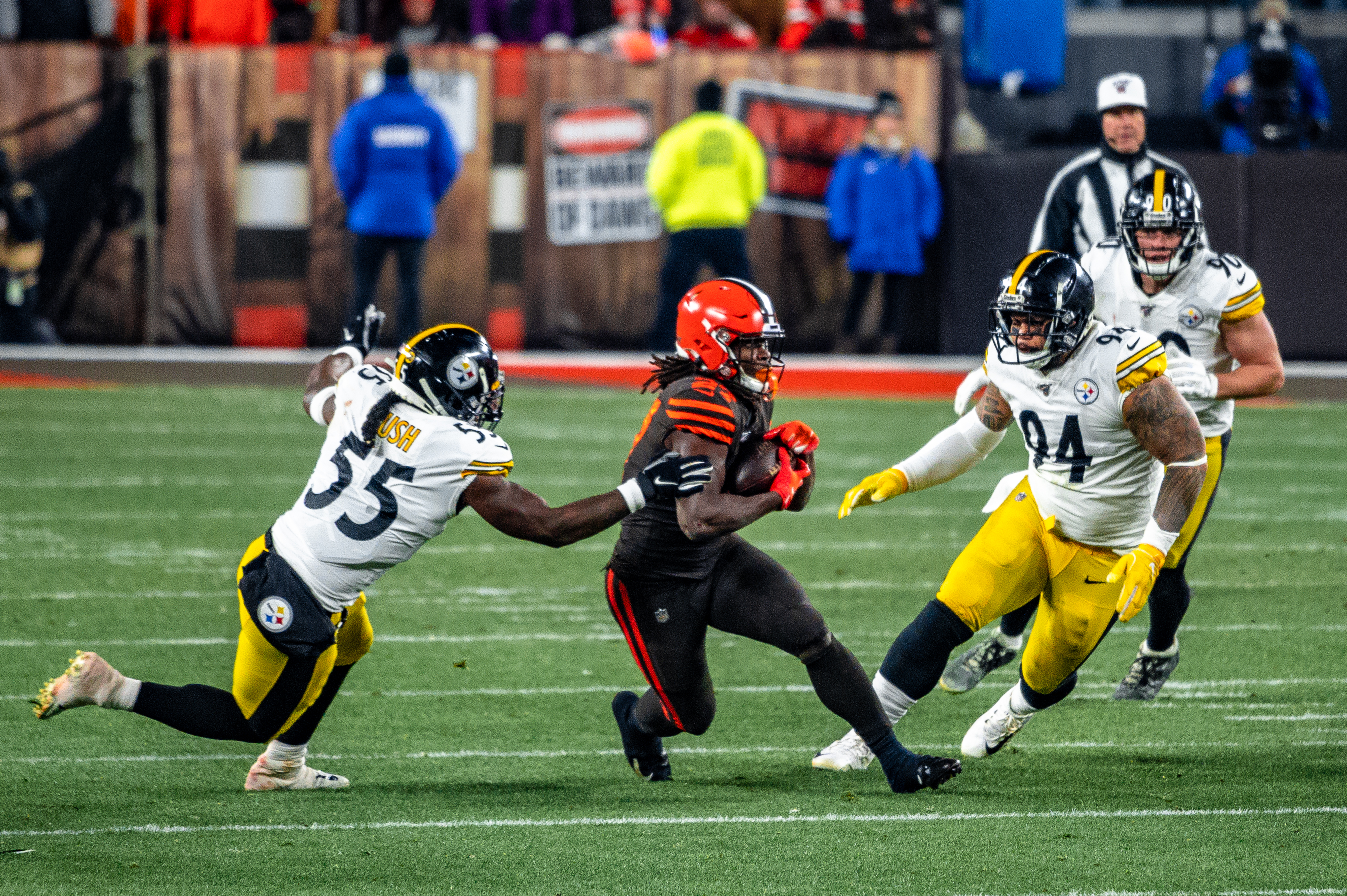
Bush dans un match contre les Browns de Cleveland

Le 12 mai 2019, Bush signe un contrat de 4 ans pour un montant de 18,872 millions de dollars incluant une prime à la signature de 11,74 millions.
Bush fait ses débuts professionnels dès la première semaine de la saison 2019 contre les Patriots et y réussit 11 plaquages, malgré la défaite 3 à 33. En 3e semaine contre les 49ers, Bush réussit 11 plaquages (record sur un match pour la franchise) et récupère un fumble forcée par son coéquipier Minkah Fitzpatrick. Contre les Bengals en 4e semaine, il réussit son premier sack en carrière sur le quarterback Andy Dalton. En 5e semaine contre les Ravens, il enregistre sa première interception en carrière sur une passe du quarterback Lamar Jackson. En 6e semaine contre les Chargers, il devient le premier débutant à réussir une interception et à retourner un fumble en touchdown, depuis Eddie Jackson en 2017. Cette performance lui permet d'être désigné meilleur joueur défensif de la semaine au sein de l'AFC. Lors de la dernière semaine contre les Ravens, Bush améliore le record de sa franchise qu'il avait lui-même battu plus tôt dans la saison en effectuant 12 plaquages, malgré la défaite 10 à 28, dépassant ainsi les 100 plaquages sur la saison.
Bush est titulaire lors des cinq premiers matchs de la saison 2020, jouant l'ensemble des snaps défensifs de l'équipe, totalisant 26 plaquages dont 16 en solo et un sack. Bush se déchire le ligament croisé antérieur lors du deuxième quart temps du match contre les Browns en 6e semaine et est placé sur la liste des réservistes blessés le 3 octobre 2020.
En 2021, Bush dispute 14 matchs tous en tant que titulaire, et enregistre deux sacks, 70 plaquages, quatre passes défendues et un fumble forcé.
Le 2 mai 2022, les Steelers n'activent pas l'option de cinquième année du contrat rookie de Bush, lequel deviendra agent libre en 2023. Lors des 17 matchs joués dont 14 en tant que titulaire, il totalise 81 plaquages et deux passes défendues.

#### Seahawks de Seattle
Le 16 mars 2023, les Seahawks de Seattle signent Bush pour une durée d'un an et un monant de 3,5 millions de dollars.
Il dispute treize matchs dont trois en tant que titulaire, jouant principalement en équipes spéciales et en défense (linebacker remplaçant).

#### Browns de Cleveland
Le 15 mars 2024, Bush signe un contrat d'un an avec les Browns de Cleveland.
En 2024, il participe à 16 matchs dont 10 en tant que titulaire, comptant trois passes déviées, un sack et 76 plaquages.
Le 11 mars 2025, Bush signe une prolongation de contrat d'un an pour un montant de 3,25 millions de dollars.

## Statistiques

### NCAA
| Année  | Équipe                 | Statut | MJ |       | Plaquages | Plaquages | Plaquages | Plaquages |       | Interceptions | Interceptions | Interceptions | Interceptions |  | Fumbles | Fumbles |
| Année  | Équipe                 | Statut | MJ | Total | Seul      | Ast.      | Sacks     | Nb.       | Yards | Déf.          | TD            | Nb.           | Rec.          |  |         |         |
| 2016   | Wolverines du Michigan | Fr.    | 07 | 11    | 06        | 5         | 0,0       | 0         | 0     | 0             | 0             | 0             | 0             |  |         |         |
| 2017   | Wolverines du Michigan | So.    | 13 | 95    | 44        | 51        | 5,5       | 1         | 0     | 7             | 0             | 0             | 0             |  |         |         |
| 2018   | Wolverines du Michigan | Jr.    | 12 | 66    | 41        | 25        | 4,5       | 0         | 0     | 4             | 0             | 0             | 0             |  |         |         |
| Totaux | Totaux                 | Totaux | 32 | 172   | 91        | 81        | 10,0      | 1         | 0     | 11            | 0             | 0             | 0             |  |         |         |

### NFL
| Année           | Équipe                 | MJ |                | Plaquages      | Plaquages      | Plaquages      | Plaquages      |                | Interceptions  | Interceptions  | Interceptions | Interceptions |  | Fumbles | Fumbles |
| Année           | Équipe                 | MJ | Total          | Seul           | Ast.           | Sacks          | Nb.            | Yards          | Déf.           | TD             | Nb.           | Rec.          |  |         |         |
| 2019            | Steelers de Pittsburgh | 16 | 109            | 72             | 37             | 1,0            | 2              | 6              | 04             | 0              | 1             | 4             |  |         |         |
| 2020            | Steelers de Pittsburgh | 05 | 026            | 16             | 10             | 1,0            | 0              | 0              | 0              | 0              | 0             | 0             |  |         |         |
| 2021            | Steelers de Pittsburgh | 14 | 070            | 41             | 29             | 2,0            | 0              | 0              | 04             | 0              | 1             | 1             |  |         |         |
| 2022            | Steelers de Pittsburgh | 17 | 081            | 44             | 37             | 0,0            | 0              | 0              | 10             | 0              | 0             | 0             |  |         |         |
| 2023            | Seahawks de Seattle    | 07 | 05             | 01             | 04             | 0,0            | 0              | 0              | 0              | 0              | 0             | 0             |  |         |         |
| 2024            | Browns de Cleveland    | 16 | 076            | 45             | 31             | 1,0            | 0              | 0              | 03             | 0              | 0             | 0             |  |         |         |
| 2025            | Browns de Cleveland    | ?  | Saison à venir | Saison à venir | Saison à venir | Saison à venir | Saison à venir | Saison à venir | Saison à venir | Saison à venir | ?             | ?             |  |         |         |
| Totaux NFL      | Totaux NFL             | 75 | 399            | 236            | 148            | 5,0            | 2              | 6              | 16             | 0              | 2             | 5             |  |         |         |
| Totaux Steelers | Totaux Steelers        | 52 | 286            | 173            | 113            | 4,0            | 2              | 6              | 13             | 0              | 2             | 5             |  |         |         |

| Année  | Équipe                 | MJ |       | Plaquages | Plaquages | Plaquages | Plaquages |       | Interceptions | Interceptions | Interceptions | Interceptions |  | Fumbles | Fumbles |
| Année  | Équipe                 | MJ | Total | Seul      | Ast.      | Sacks     | Nb.       | Yards | Déf.          | TD            | Nb.           | Rec.          |  |         |         |
| 2021   | Steelers de Pittsburgh | 1  | 1     | 1         | 0         | 0,0       | 1         | 10    | 1             | 0             | 0             | 0             |  |         |         |
| Totaux | Totaux                 | 1  | 1     | 1         | 0         | 0,0       | 1         | 10    | 1             | 0             | 0             | 0             |  |         |         |

## Accomplissements

### NFL
- Sélectionné dans l'équipe des rookies 2019 par les Pro Football Writers of America (PFWA).

### NCAA
- Reconnu par consensus joueur All-America en 2018 ;
- Sélectionné dans la deuxième équipe All-America en 2017 ;
- Sélectionné dans la première équipe de la Big Ten Conference en 2017 et 2018 ;
- Meilleur joueur offensif 2018 en Big Ten Conference ;
- Meilleur linebacker 2018 de la Big Ten Conference.

### Citations originales
1. ↑  citation originale : « 13 impact games »
2. ↑  citation originale :  « more or less, a one-man wrecking crew »